# Brachyurophis
Brachyurophis — рід отруйних змій родини аспідових (Elapidae). Представники цього роду є ендеміками Австралії.

## Види
Рід Brachyurophis нараховує 8 видів:
- Brachyurophis approximans (Glauert, 1854)
- Brachyurophis australis (Krefft, 1864)
- Brachyurophis campbelli (Kinghorn, 1929)
- Brachyurophis fasciolatus (Günther, 1872)
- Brachyurophis incinctus (Storr, 1968)
- Brachyurophis morrisi (Horner, 1998)
- Brachyurophis roperi (Kinghorn, 1931)
- Brachyurophis semifasciatus Günther, 1863

## Етимологія
Наукова назва роду Brachyurophis походить від сполучення слів дав.-гр. βραχυς — короткий, малий, ουρα — хвіст і οφις — змія.